# 科默韦讷区
科默韦讷区是苏里南的一个区，位于苏里南河右岸。该区总面积2,353 km²，总人口25,200。新阿姆斯特丹为科默韦讷区的首府。主要城市还有阿莱恩斯等。经济以农业为主。该区内有第二次英荷战争期间修建的堡垒。

## 行政区划

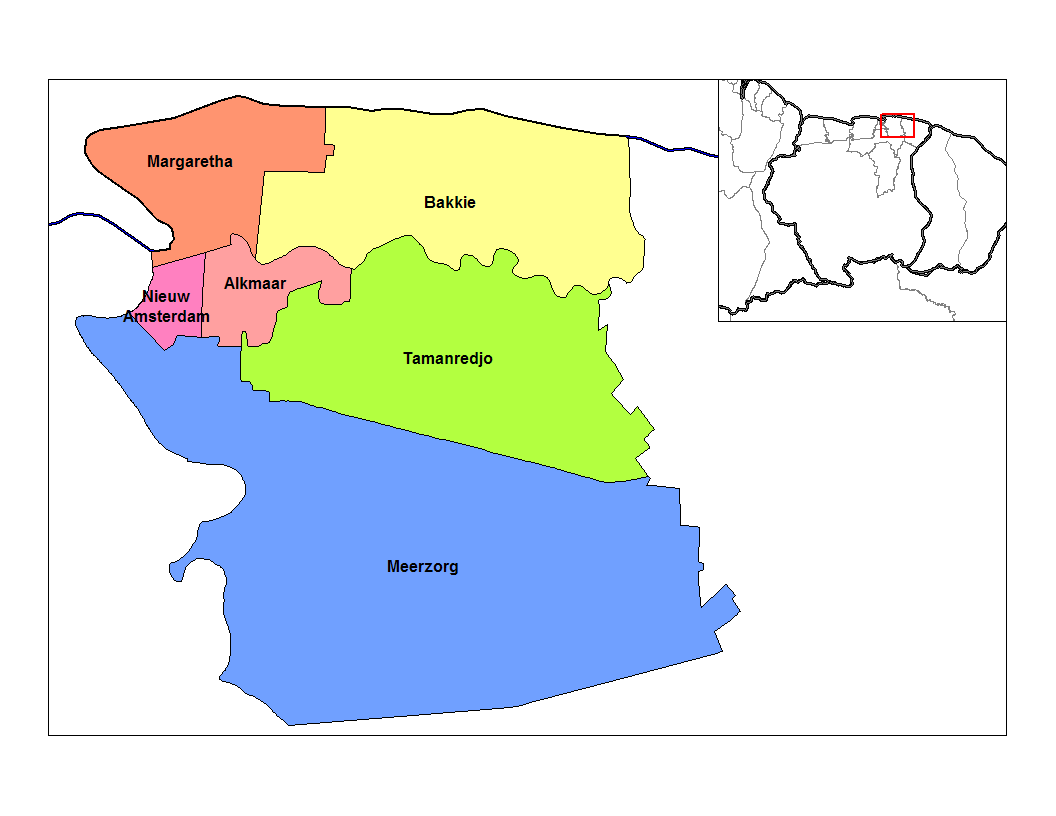
科默韦讷区行政区划

科默韦讷区分为6个村。
1. ↑   (PDF). Spang Staging.   [11 May 2020].